# Função L de Artin
Em matemática, uma função L de Artin é um tipo de série de Dirichlet associada a uma representação linear ρ de um grupo de Galois G. Estas funções foram introduzidas em 1923 por Emil Artin, em conexão com sua pesquisa em teoria dos corpos de classes.